# Minnesota Frost
Minnesota Frost je americký ženský klub ledního hokeje působící v severoamerické PWHL.

## Historie

### Založení
Dne 29. srpna 2023 bylo oznámeno, že se jedna z prvních šesti organizací nově vzniknuvší PWHL bude nacházet v Minnesotě. Dne 1. září byla Natalie Darwitzová jmenována generální manažerkou týmu. O 14 dní později, 15. září, byl Charlie Burggraf jmenován prvním hlavním trenérem týmu.
Prvními třemi hráčkami Minnesoty se staly americké reprezentantky Kendall Coyne Schofieldová, Kelly Panneková a Lee Steckleinová, které podepsaly smlouvy s klubem 6. září 2023.
První hráčkou draftovanou Minnesotou byla z celkové 1. pozice vybraná Taylor Heisová. Minnesota si také vybrala jednu Češku, na celkové 48. pozici vybrala Denisu Křížovou.
Do první sezóny vstoupila Minnesota, podobně jako zbylých 5 klubů, s neutrálním názvem PWHL Minnesota.

### První sezóna (2024)
Svoje první utkání v PWHL odehrála Minnesota 3. ledna 2024 v Bostonu. Z Tsongas Center si odvezla vítězství 3:2. O 4 dny později, 6. ledna, Minnesota v Xcel Energy Center porazila před 13 316 diváky Montréal, což znamenalo překonání rekordu v návštěvnosti ženského ligového hokeje, který od 2. ledna drželo utkání Montréal – Ottawa, které navštívilo 8 318 diváků. Dne 27. prosince bylo oznámeno, že Charlie Burggraf odstoupil z pozice hlavního trenéra. Nahradil ho Ken Klee.
Dne 5. května si Minnesota upevnila 4. postupové místo do vyřazovacích bojů o Walter Cup. V semifinále nejdříve v 5 zápasech vyřadila Toronto a ve finále poté obrátila nepříznivý stav 0:2 proti Bostonu a 29. května mohly hráčky, včetně Denisy Křížové, slavit zisk prvního Walter Cupu v historii klubu.

### Druhá sezóna (2024/2025)
Dne 10. června si Minnesota na celkové 15. pozici v draftu vybrala Češku Kláru Hymlárovou.
Dne 3. září Minnesota oznámila změnu na postu generální manažerky, Natalii Darwitzovou nahradila Melissa Carusová. O 6 dní později, 9. září 2024, odhalila Minnesota svoji novou klubovou identitu. Z původní neutrální PWHL Minnesoty se stala Minnesota Frost.

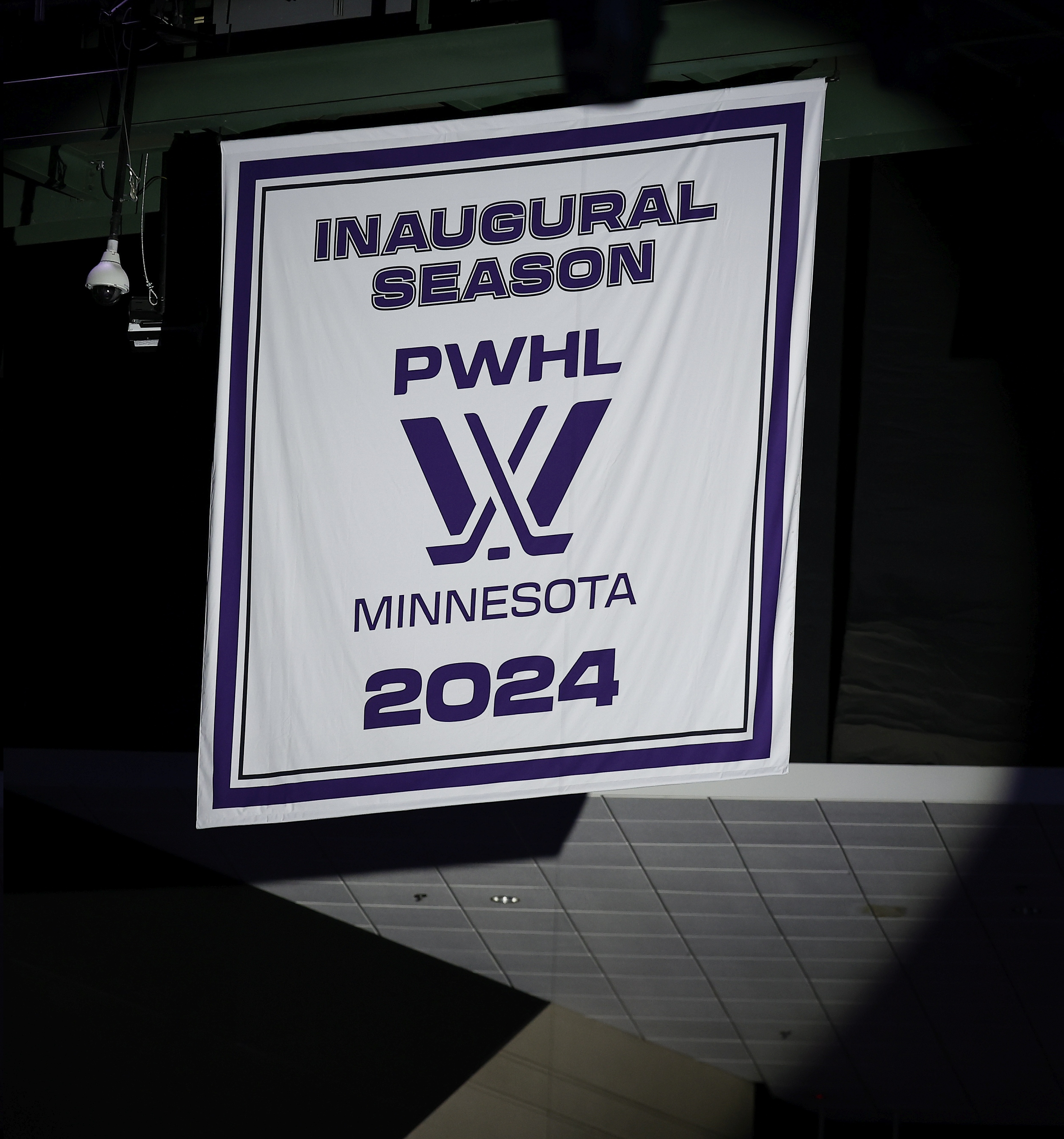
Banner vítězek Walter Cupu

Před prvním utkáním sezóny 2024/2025 proti New Yorku došlo k vyvěšení banneru vítězek Walter Cupu.

## Historické názvy
- 2023 – PWHL Minnesota
- 2024 – Minnesota Frost

## Umístění v jednotlivých sezonách

### Přehled ligové účasti

#### Stručný přehled
- 2024–: PWHL

#### Jednotlivé ročníky
| USA / Kanada (2024 –) |      |        |    |    |    |    |    |    |    |    |        |                                                |
| Sezóny                | Liga | Úroveň | Z  | V  | VP | PP | P  | VG | OG | B  | Pozice | Play–off                                       |
| 2024                  | PWHL | 1      | 24 | 8  | 4  | 3  | 9  | 54 | 54 | 35 | 4.     | Finále (výhra 3:2 na zápasy nad PWHL Boston)   |
| 2024/2025             | PWHL | 1      | 30 | 10 | 5  | 4  | 11 | 85 | 76 | 44 | 4.     | Finále (výhra 3:1 na zápasy nad Ottawa Charge) |

## Češky v Minnesota Frost
| Sezóna    | Hráčky                           |
| 2024      | Denisa Křížová                   |
| 2024/2025 | Denisa Křížová • Klára Hymlárová |